# Canadian Association of Research Libraries
Die Canadian Association of Research Libraries (kanadischer Verbund der Forschungsbibliotheken), kurz CARL, bzw. Association des bibliothèques de recherche du Canada (ABRC) ist ein 1976 gegründeter Verbund von 29 Universitätsbibliotheken. Hinzu kommen Library and Archives Canada und das Canada Institute for Scientific and Technical Information.
Ziel des aus 31 Institutionen bestehenden Verbundes mit Sitz in Ottawa ist es, Forschung und Austausch zu fördern. Dazu bietet CARL ein Netzwerk, durch das Ressourcen der Bibliotheken allen Teilnehmern und Nutzern zugänglich gemacht werden. Dies geschieht vorrangig über die Website des Verbundes. Den Einzelbibliotheken sollen dadurch wiederum Möglichkeiten zur nationalen, regionalen und lokalen Forschungsförderung gegeben werden. Präsidentin ist Donna Bourne-Tyson.
Neben den drei nationalen Institutionen sind Bibliotheken folgender Hochschulen Mitglieder:
| Universität                         | Ort                         | Bibliothekswebsite |
| ----------------------------------- | --------------------------- | ------------------ |
| University of Alberta               | Edmonton                    | Website            |
| University of British Columbia      | Vancouver                   | Website            |
| University of Calgary               | Calgary                     | Website            |
| University of Manitoba              | Winnipeg                    | Website            |
| University of Regina                | Regina                      | Website            |
| University of Saskatchewan          | Saskatoon                   | Website            |
| Simon Fraser University             | Burnaby                     | Website            |
| University of Victoria              | Victoria (British Columbia) | Website            |
| Brock University                    | St. Catharines              | Website            |
| Carleton University                 | Ottawa                      | Website            |
| University of Guelph                | Guelph                      | Website            |
| University of Windsor               | Windsor (Ontario)           | Website            |
| York University                     | Toronto                     | Website            |
| Concordia University                | Montréal                    | Website            |
| Dalhousie University                | Halifax                     | Website            |
| University of New Brunswick         | Fredericton                 | Website            |
| Université Laval                    | Québec                      | Website            |
| McGill University                   | Montréal                    | Website            |
| McMaster University                 | Hamilton                    | Website            |
| Université de Montréal              | Montréal                    | Website            |
| Université du Québec à Montréal     | Montréal                    | Website            |
| Université de Sherbrooke            | Sherbrooke                  | Website            |
| Memorial University of Newfoundland | St. John’s (Neufundland)    | Website            |
| University of Ottawa                | Ottawa                      | Website            |
| Queen’s University                  | Kingston                    | Website            |
| University of Toronto               | Toronto                     | Website            |
| University of Waterloo              | Waterloo                    | Website            |
| University of Western Ontario       | London                      | Website            |

## Weblink
- Offizielle Website